# Лундвер, Ада Антсовна
А́да А́нтсовна Лу́ндвер (эст. Ada Lundver; 9 февраля 1942, Хийумаа, Эстония — 6 октября 2011, Таллин, Эстония) — советская и эстонская актриса и эстрадная певица.

## Биография
Ада Лундвер родилась 9 февраля 1942 года на эстонском острове Хийумаа. В 1960 году работала на кожевенно-обувном комбинате «Коммунар» в Таллине.
С 1961 года стала актрисой Государственной филармонии Эстонской ССР. В 1964 году окончила курсы артистов эстрады при Таллинской филармонии.
Много снималась в 1960-х — начале 1970-х годов. В советском кинематографе Лундвер наряду с Эве Киви была одной из наиболее знаменитых эстонских актрис.
В 1971—1983 годах была замужем за известным эстонским актёром Микком Микивером.
Умерла 6 октября 2011 года в Таллине. Похоронена на Лесном кладбище в Таллине рядом с мужем.

## Фильмография
1. 1963 — Оглянись в пути (Jäljed) — Вальве (озвучила Л. Чупиро)
2. 1965 — Холодная земля (Külmale maale) — Анни Виргу
3. 1966 — В 26-го не стрелять — Рут
4. 1966 — Что случилось с Андресом Лапетеусом? — Реет Лапетеус
5. 1967 — Полуденный паром — парикмахер Лейсли (озвучила В. Караваева)
6. 1968 — Затемнённые окна (Pimedad aknad) — Леэда
7. 1969 — Десять зим за одно лето — Ванда
8. 1969 — Посол Советского Союза — графиня Рунге, сестра Хельмера
9. 1970 — Риск — эпизод
10. 1971 — Муслима — Эмилия
11. 1971 — Свободны, как птицы (Lindpriid)
12. 1972 — Сойти на берег (Maaletulek)
13. 1973 — Огонь в ночи — госпожа Кярвет
14. 1973 — Опознание — репортер
15. 1975 — Создание (короткометражный)
16. 1978 — Зимний отпуск (Naine kütab sauna) — эпизод
17. 1988 — Счастливое детство (Õnnelik lapsepõlv, короткометражный) — директор школы
18. 1993—1994 — Сальмоны (Salmonid, Эстония)
19. 1994 — Юри Румм (Эстония)
20. 1998 — Мгновение правды (Sanna ögonblick, Швеция, Дания, Франция) — женщина из архива
21. 2006—2010 — Келк-ищейка (Kelgukoerad, Эстония) — Малле
22. 2007 — Рассеянно замуж (Hajameelselt abielus, Эстония)